# Nosferattus occultus
Espèce
Nosferattus occultus est une espèce d'araignées aranéomorphes de la famille des Salticidae.

## Distribution
Cette espèce est endémique du Brésil. Elle se rencontre au Maranhão et au Ceará.

## Description
Le mâle holotype mesure 4,60 mm et la femelle paratype 4,80 mm, les mâles mesurent de 4,35 à 5,70 mm et les femelles de 4,30 à 5,15 mm.

## Publication originale
- Ruiz & Brescovit, 2005 : Three new genera of jumping spider from Brazil (Araneae, Salticidae). Revista Brasileira de Zoologia, vol. 22, no 3, p. 687-695 (texte intégral).